# Thea Bowman
Pour les articles homonymes, voir Bowman.
Thea Bowman, née le 29 décembre 1937 à Yazoo City (Mississippi, États-Unis) et morte le 30 mars 1990 à Canton (Mississippi, États-Unis), est une religieuse catholique afro-américaine, membre des Franciscaines de l'Adoration perpétuelle. Enseignante et militante pour les droits des Noirs américains, elle travaille notamment à la création d'une musique liturgique spécifiquement destinée à ces derniers. À la fin de sa vie, malgré la maladie, elle travaille inlassablement à l'évangélisation de ses concitoyens. Elle est ainsi déclarée servante de Dieu.

## Biographie

### Jeunesse
Elle naît le 29 décembre 1937 à Yazoo City, dans le Mississippi, sous le nom de Bertha Bowman. Si son grand-père est né esclave, son père est médecin et sa mère enseignante. Elle est élevée dans la religion méthodiste, mais, avec la permission de ses parents, elle se convertit à la foi catholique à l'âge de neuf ans. Elle rejoint ensuite les Sœurs franciscaines de l'Adoration perpétuelle à La Crosse, dans le Wisconsin, où elle fréquente l'université Viterbo, dirigée par sa congrégation. 
Elle entre enfin à l'université catholique d'Amérique, à Washington, où elle obtient un doctorat grâce à une thèse sur William Faulkner. 

### Professorat
Dès lors, elle enseigne dans une école primaire à La Crosse, puis dans un lycée à Canton, Mississippi. Elle enseigne ensuite à l'université Viterbo, au collège de La Crosse et à l'université catholique d'Amérique, ainsi qu'à l'université Xavier à la Nouvelle-Orléans, en Louisiane. 
Dans son livre intitulé Onze mystiques modernes, Victor M. Parachin note son impact sur la musique liturgique catholique. Elle fournit en effet un fondement intellectuel, spirituel, historique et culturel pour le développement et la légitimation d'une forme de culte distinct pour les catholiques noirs. Elle explique : « lorsque nous comprenons notre histoire et notre culture, alors nous pouvons développer le rituel, la musique et l'expression de dévotion qui nous satisfont dans l'Église ».
En 1987, elle écrit Lead Me, Guide Me, le premier hymne catholique afro-américain. Mgr James Patterson Lyke (en), évêque auxiliaire de Cleveland, lui-aussi afro-américain, coordonne le projet né des besoins et aspirations des catholiques noirs. Dans un essai intitulé The Gift of African American Sacred Song, elle explique ce qu'elle considère comme de la musique sacrée afro-américaine : elle doit être holistique, c'est-à-dire exiger le plein engagement de l'esprit, de l'imagination, de la mémoire, de l'émotion, de la voix et du corps ; participative car elle doit inviter la communauté à se joindre à la contemplation dans la célébration et dans la prière ; réelle, c'est-à-dire qu'elle doit porter la réalité concrète et immédiate de la communauté à la prière au sein de la communauté des croyants ; énergique, captivante, intense et, enfin, elle doit « donner la vie », c'est-à-dire encourager, consoler, tonifier et soutenir.

### Évangélisation

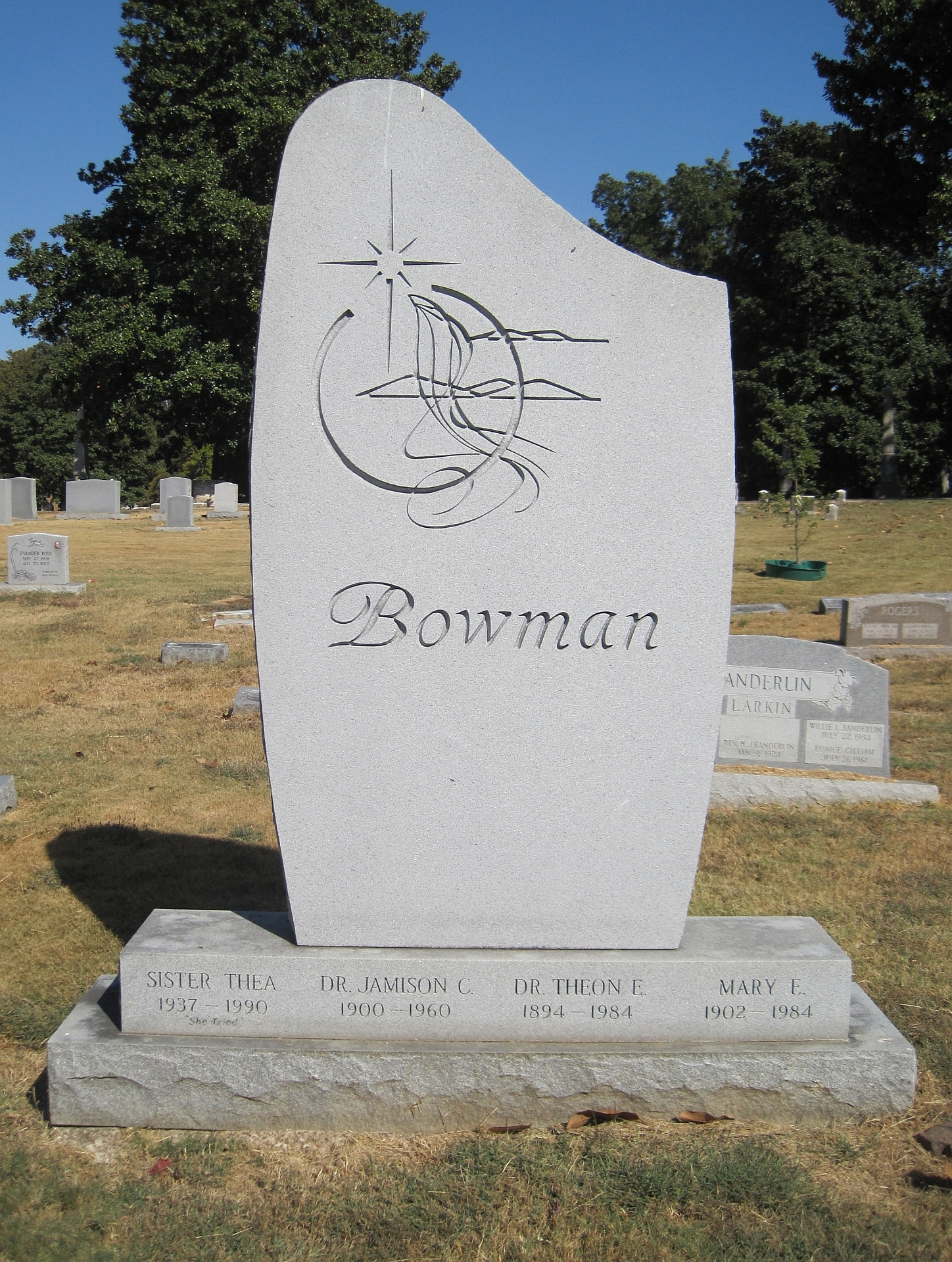
La tombe familiale de la famille Bowman.

Après une carrière de 16 ans dans l'enseignement, Bowman est invitée par l'évêque de Jackson, Mississippi, à devenir consultante à propos de la question interculturelle au sein du diocèse. Elle s'implique ensuite plus directement et donne régulièrement des conférences aux congrégations noires. Même après avoir développé un cancer, alors que son état de santé diminue constamment, elle continue son travail d'évangélisation.
Elle affirme notamment : « Je suis heureuse de faire mon petit peu. Parfois, les gens pensent qu'ils doivent faire de grandes choses. Mais si chacun allumait une bougie, nous aurions une lumière intense ».
En 1989, peu de temps avant sa mort, elle reçoit un doctorat honorifique en religion du Boston College, dans le Massachusetts. 
Son cancer l'emporte finalement le 30 mars 1990, alors qu'elle est âgée de 52 ans. Elle est enterrée dans le caveau familiale à Memphis, dans le Tennessee.

## Postérité

### Sister Thea Bowman Foundation
À sa mort, la Sister Thea Bowman Foundation est créée à partir d'un héritage. Elle a pour objectif de subventionner et de soutenir les étudiants afro-américains poursuivant un enseignement catholique. En 1996, elle entre en partenariat avec les Chevaliers de Colomb. 

### Cause en béatification
À la demande des diocèses de Youngstown et de Jackson, sa cause en béatification est ouverte, avec l'accord de la Congrégation pour les causes des saints. Elle porte ainsi le titre de servante de Dieu.

### Nom d'institutions
Après sa mort, son nom fut donné à plusieurs institutions d'éducation :
- Boston College Thea Bowman AHANA et Centre interculturel.
- Sister Thea Bowman Catholic School, Jackson, Mississippi.
- Thea Bowman Leadership Academy, Gary, Indiana.

## Source
- (en) Cet article est partiellement ou en totalité issu de l’article de Wikipédia en anglais intitulé « Thea Bowman » (voir la liste des auteurs).